# Karl Wisniewski
Karl Wisniewski (auch Karl Wiśniewski, Carl Wisniewski) (* 25. August 1844 in Allenstein, Ostpreußen; † 27. August 1904 in Heiligenstadt) war ein deutscher Musiklehrer, Komponist und Schriftsteller.
Wisniewski war als Seminar- und Musiklehrer in Graudenz (1868–1885) und im eichsfeldischen Heiligenstadt (1885–1904) tätig. Daneben betätigte er sich als Schriftsteller, Chorleiter und Komponist. Von ihm stammt die Melodie zum Eichsfelder Sang, der heute als Eichsfeldlied bekannten Regionalhymne des Eichsfeldes, die er 1902 zum Text von Hermann Iseke komponierte.

## Werke
- Winke für Rechenlehrer in Volksschulen.
- Der Lehrer im amtlichen Verkehr mit den Schulbehörden. (1881, 7. Auflage 1899)
- Präparationen zum Gesangsunterrichte in Volksschulen. (1901)